# Yoshinori Taguchi
Yoshinori Taguchi (født 14. september 1965) er en japansk fodboldspiller. Han var en del af den japanske trup ved AFC Asian Cup 1988.